# 條尾旗鱂
條尾旗鱂，為輻鰭魚綱鯉齒目鰕鱂亞目鰕鱂科的其中一種，為熱帶淡水魚，分布於非洲剛果南部奧克維河流域，體長可達5公分，棲息在雨林覆蓋溪流底中層水域，生活習性不明。

## 擴展閱讀
維基物種上的相關：條尾旗鱂